# 畢耀遠
畢耀遠（荷蘭語：Anthony Pierrot，1923年8月9日—2019年3月8日），耀漢會會士、臺灣雲林縣虎尾鎮若瑟醫院創辦人之一，長期在雲林服務，第五屆醫療奉獻獎得主。

## 生平
畢耀遠神父於1923年8月9日出生在荷蘭烏得勒支省德龍德費嫩。他在比利時鲁汶天主教大学接受神哲教育，卅歲晉鐸任神職。1954年，他晉升神父不久，因抱著崇敬耀漢會會祖雷鳴遠神父畢生奉獻的情懷而願意來去臺灣傳教。1954年2月2日抵達臺灣。
當初，畢耀遠擔任嘉義教區宗座署理牛會卿主教的秘書，協助文教及建聖堂，如在嘉義市建立聖奧德教堂。隔年被派往協助若瑟醫院籌設工作。畢耀遠並推薦有X光檢查專長的松喬神父來臺灣作若瑟醫院院長。起初人力相當缺乏，只有兩位內科及婦產科醫師、兩位護士及十位對護理業務半生不熟的修女。當時蔡伯遜在牛會卿的勸說下，也留在若瑟醫院服務。
身為副院長兼總務主任的畢神父，不僅院內損壞的儀器設備由他來修，被颱風吹垮、吹破的房舍及門窗玻璃，也都由他負責修繕。有一陣子，他客串醫院唯一的救護車司機。一次，他載送一名癌症末期患者在家告終，一路顛簸下來，他聽到的全是患者垂死前不堪疼痛的哀嚎聲，此後他常要求臨終教友，死後才可由家屬接回家安葬，對一般民眾，他也一再灌輸何處均可死的觀念。
和其他神父不同的是，畢神父不會說臺語，即便是國語也講得不很標準。他生活簡樸，常吃即期品。打從進醫院那天起，就常睡在辦公室，直到院方在醫院對街蓋了員工宿舍才告一段落。他日常興趣是攝影，常常在雲嘉地區拍攝異鄉人事。
畢神父其間多次赴美籌募教會基金，1970年再度奉派回若瑟醫院輔助院長松喬。1973年，畢耀遠與永年中學教師德籍電子機械工程師易慕道、正心中學教師林德興共同設計了有兩種警鈴、三重保險裝置的嬰兒保育箱，並由永年中學機工科生產。若瑟醫院婦產科隨著馬福龍奠定紮實的基礎，婦產科能力大幅提升。
為了堅持把有限資源，1970年代，畢耀遠於若瑟醫院率先成立了南台灣少見的社會服務室，主動訪查患者的家庭狀況。他的訪查方法簡單，通常只要到患者家裡看看其煮飯方式，就能看出這戶人家經濟狀況。如仍以撿拾甘蔗葉、樹枝為柴火者，大半是窮人，他定提供補助毫無吝嗇；要是以瓦斯煮炊，通常家境還不錯，補助錢就要留給需要的人。基於此一理念，他曾拒絕過住得起特等病房的患者要求補助案，也曾為了一名穿戴金項鏈的母親，駁回她所提的兒子住院醫療補助。
SARS事件期間，2003年5月16日，畢神父以行政副院長身分，為志願北上三重醫院支援的醫師林嘉祈、護理師楊雅婷、張嘉惠等人舉行彌撒，並贈送三人各一條十字架項鍊。
畢神父退休後，會去遲緩兒早療中心照顧遲緩兒。
2013年8月9日生日當天，畢神父發表自傳《我來，是為了與你們一起認識天主》。2016年1月14日，他早期紀錄雲林的相片在斗六行啟紀念館展出。

畢神父於2019年3月8日清晨4點於虎尾辭世，18日在虎尾天主堂由時任嘉義教區主教鍾安住舉行告別彌撒、副總統陳建仁頒發褒揚令，安葬民雄天主教聖山墓園，褒揚令全文為：

天主教財團法人若瑟醫院荷蘭籍榮譽董事畢耀遠神父，澹泊沖簡，溫慈敏練。少歲卒業比利時魯汶大學，決意獻身社會服務，立願往至東方國度，沐義依仁，愷悌勞謙，開啟逾六十載之異鄉傳道歲月。來臺後，巡迴地方宣教牧靈，撒播福音益眾種子；輯錄教區發展史實，標揚本土甿俗民情，承流淳化，康濟博施。尤以督辦若瑟醫院肇造，二度赴美捐募專款，增購醫材儀器設備，完善院區擴建工程；眷注遲緩兒童福祉，悉力早療復健托育；守護基層弱勢族群，體現生命關懷宏旨，持籌握算，百緒紛陳；救死扶傷，渥惠濟恤。嗣興立聖奧德堂，敷弘聖教，撫慰人心，斜頂特色建築允為極致地標，爰有全臺最美之馬賽克天主教堂稱譽。曾獲頒第五屆醫療奉獻獎、內政部績優外籍宗教人士表揚暨紫色大綬景星勳章等殊榮，蜚英騰茂，昭如日星。綜其生平，踐履宗教淑世安民志業，盡瘁臺灣醫療體系鏈結，馨德逸操，卓行矩範；前緒遐舉，蓬島芳垂。遽聞蒙主寵召，曷勝軫悼，應予明令褒揚，用示政府崇念大愛之至意。

總　　　統　蔡英文　　　　

行政院院長　蘇貞昌　　　　

## 榮耀
畢耀遠1995年獲得第五屆醫療奉獻獎。後他又獲得2011年內政部頒發「傑出永久居留外僑終生奉獻獎」、2015年總統頒贈「紫色大綬景星勳章」、2017年吳尊賢文教基金會「慈善服務類愛心獎」等獎項。

## 身後
當初畢耀遠從荷蘭攜來的鐵行李箱，裡頭裝滿他生活舊照及學中文的學字卡、讀本，陳列在若瑟醫院院史走廊。
雲林女學生簡家瑩在國小五年級時雲林縣社區繪本創作培訓，以家鄉的虎尾若瑟醫院為背景，創作繪本《阿督仔病院》。繪本中她化身小女孩小羽，暑假來到虎尾的外婆家玩，探尋若瑟醫院，透過畫筆線條描繪出來醫院歷程。2019年8月7日，畢耀遠冥誕前，院方舉辦繪本發表會。